# Alex Machacek
Alex Machacek (* 1. července 1972 Tulln an der Donau) je rakouský jazzový kytarista. Jeho rodiče se do Rakouska přestěhovali v šedesátých letech z Československa. Šest let studoval hru na kytaru ve Vídni. Machacek se proslavil svým debutovým albem Featuring Ourselves z roku 1999. Později byl členem skupiny BPM, se kterou nahrál album Delete and Roll. V roce 2004 se přestěhoval do Los Angeles. Je také členem skupiny UKZ a v roce 2012 koncertoval s obnovenou skupinou UK.